# دانيال مونيوز دي لا نافا
دانيال مونيوز دي لا نافا (بالإسبانية: Daniel Muñoz de La Nava)‏ مواليد 29 يناير 1982 في مدريد، هو لاعب كرة مضرب إسباني بدأ مسيرته كمحترف سنة 1999 يلعب باليد اليسرى ويحتل حالياً المرتبة رقم. 74 (21 مارس 2016) في تصنيف رابطة محترفي كرة المضرب. أعلى تصنيف له في الفردي كان المركز الـ 68 في سنة 2016. أعلى تصنيف له في الزوجي كان المركز الـ 94 في سنة 2011.

## النهائيات

### الزوجي: 1 (0–1)
| الحصيلة | الرقم | التاريخ        | الدورة                             | الأرضية | الشريك              | المنافس                       | النتيجة  |
| ------- | ----- | -------------- | ---------------------------------- | ------- | ------------------- | ----------------------------- | -------- |
| الوصافة | 1.    | يوليو 22, 2012 | هامبورغ للماسترز, هامبورغ، ألمانيا | ترابية  | روجيريو دوترا سيلفا | ديفيد ماريرو فرناندو فيرداسكو | 4–6, 3–6 |

## روابط خارجية
- دانيال مونيوز دي لا نافا على موقع رابطة محترفي التنس (الإنجليزية)
- دانيال مونيوز دي لا نافا على موقع الاتحاد الدولي لكرة المضرب (الإنجليزية)